# Museo de Historia de Barcelona

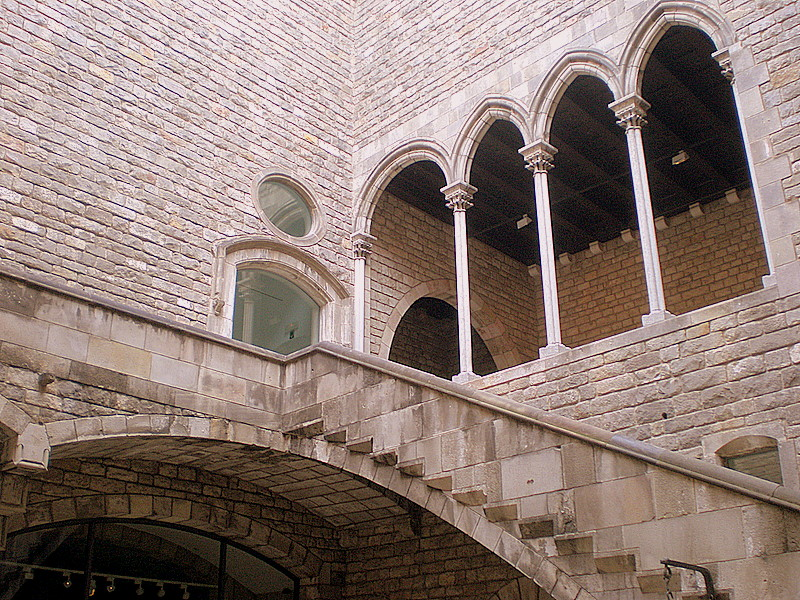
Escalera de acceso a la segunda planta de la Casa Padellás

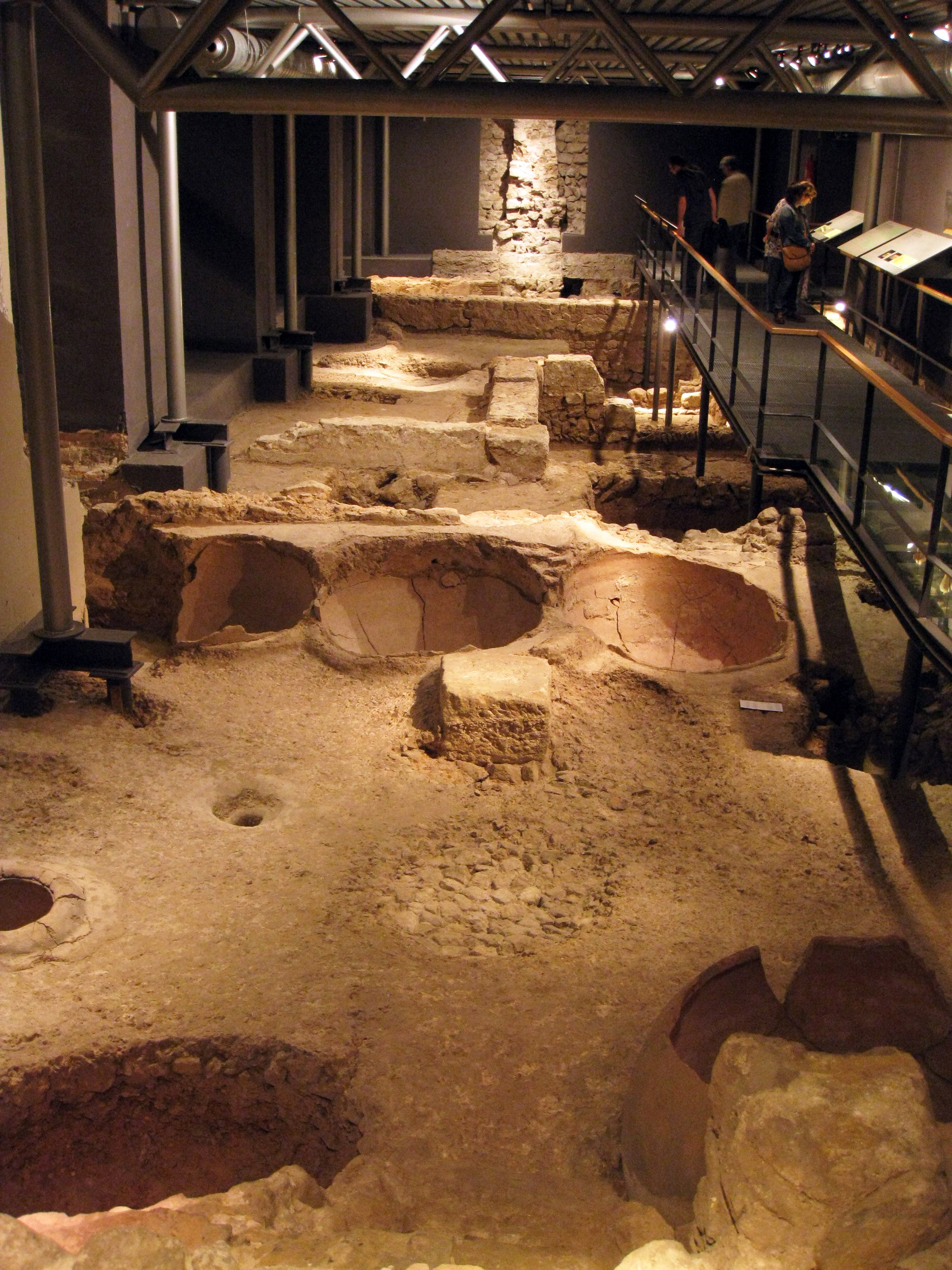
Subsuelo arqueológico del conjunto monumental de la plaza del Rey

El Museo de Historia de Barcelona (en catalán: Museu d'Història de Barcelona) conocido también por sus siglas MUHBA o MHCB, es un museo de ciudad que conserva, estudia, documenta, divulga y expone el patrimonio histórico y la historia de Barcelona desde sus orígenes hasta el presente. Depende del Ayuntamiento de Barcelona a través del Instituto de Cultura de Barcelona (ICUB). Tiene su sede principal en la plaza del Rey, en el corazón de la Barcelona antigua,y gestiona varios centros patrimoniales distribuidos por los distritos y barrios de la ciudad. Fue inaugurado el 14 de abril del año 1943, siendo su impulsor y primer director el historiador Agustí Duran i Sanpere.

## Historia
A partir de la Exposición Universal de Barcelona de 1888 se registran varios intentos institucionales de configurar una exposición permanente y unas colecciones específicas de historia de Barcelona. Los más relevantes fueron la reunión de objetos relacionados con la historia de Barcelona formada dentro del Museo de Arte y Arqueología que estuvo ubicado en el antiguo arsenal (actual Parlamento de Cataluña) de la Ciudadela de Barcelona, así como la exposición organizada por Agustí Duran i Sanpere en el Pabellón de Barcelona de la Exposición Internacional de Barcelona de 1929, que ya no constituía una mera reunión de objetos singulares, sino que ofrecía un discurso explicativo sobre la ciudad. Por otra parte, desde 1877 la capilla de Santa Ágata del Palacio Real Mayor de Barcelona había sido habilitada para finalidades museísticas como sede del Museo Provincial de Antigüedades, que permaneció en la citada capilla hasta 1932.
El traslado, piedra a piedra, de la casa Padellás, desde su emplazamiento original en la calle Mercaders hasta la plaza del Rey esquina calle del Veguer, llevado a cabo en 1931 para salvaguardar la citada casa, afectada por las obras de apertura de la Vía Layetana, fue determinante para el origen del museo. Los trabajos de cimentación de la casa Padellás en su nuevo emplazamiento pusieron al descubierto los restos de una parte significativa de la antigua ciudad romana y visigótica y dieron pie a una importante intervención arqueológica en toda la plaza del Rey que continuó hasta la Guerra Civil de 1936-1939. Estos hallazgos, junto con la recuperación del Palacio Real Mayor tras el desmantelamiento del Museo Provincial de Antigüededes instalado en la capilla de Santa Ágata (1932) y la rehabilitación del Salón del Tinell (hasta 1936 ocupado por la comunidad de monjas benedictinas del antiguo convento de santa Clara de Barcelona) confirmaron la idoneidad del conjunto monumental de la plaza del Rey como emplazamiento del proyectado museo de historia de Barcelona.
El museo se inauguró después de la guerra civil española, en 1943, como Museo de Historia de la Ciudad. Su primer director fue Agustí Duran i Sanpere, que venía madurando su concepción desde antes de la guerra. Inicialmente, el museo estaba integrado en un organismo municipal denominado Instituto Municipal de Historia de Barcelona, y permaneció encuadrado en él hasta 1957, cuando Duran i Sanpere se jubiló. A nivel de divulgación de la historia de la ciudad, una iniciativa del Instituto Municipal de Historia que obtuvo un gran eco ciudadano fue la emisión de un programa radiofónico semanal denominado Barcelona. Divulgación Histórica (1944-1973).
El núcleo fundacional del museo se basaba en las colecciones municipales de historia de Barcelona que se habían ido formando desde el siglo XIX y comprendía el conjunto monumental de la plaza del Rey (casa Padellás, excavaciones, Salón del Tinell y capilla de santa Ágata). Gradualmente, el museo fue incorporando otros espacios como el Templo de Augusto, la vía sepulcral romana de la plaza de la Villa de Madrid o los restos de una villa romana encontrados en la plaza Antonio Maura (no visitables). Asimismo, fueron integrados al museo la Galería de Catalanes Ilustres y Villa Joana, en Vallvidrera, dentro del parque de Collserola, que el Ayuntamiento de Barcelona acordó convertir en un museo dedicado a la memoria del poeta Jacinto Verdaguer (1962).
De la misma forma que uno de los rasgos que definen el museo de historia de Barcelona desde sus primeros años de existencia es la integración de varios centros patrimoniales, también caracteriza al MUHBA su directa implicación con la actividad arqueológica y la investigación sobre este campo. El Servicio de Arqueología de Barcelona está vinculado en estas etapas.
Además de las excavaciones en la plaza del Rey y en otras zonas de la ciudad antigua, las intervenciones arqueológicas llevadas a cabo por el museo en la muralla romana permitieron hallar y seguidamente incorporar a sus colecciones piezas muy representativas de la ciudad romana, al igual que la excavación bajo la Catedral de Barcelona, que supuso el hallazgo del baptisterio paleocristiano (1968).
La construcción de una cubierta de hormigón para cubrir el yacimiento arqueológico bajo la plaza del Rey (1961) y la conexión directa entre este y la casa Padellás (1962) implicaron la plena integración de ambas partes en un único discurso museogràfico. 
Duran i Sanpere había afirmado que la inauguración del museo, en 1943, se hizo con mucha precipitación. Se puede considerar que el proyecto museístico del MUHBA no alcanzó la madurez hasta principios de los años 60 del siglo XX. No fue hasta 1962 que se publicó la primera guía del museo (reeditada en 1969).
Según esta guía los principales polos de atracción del Museo eran, en aquel momento:
- El subsuelo arqueológico y los restos de la Barcino romana y tardoantigua.
- La visita a las dos grandes piezas arquitectónicas del Palacio Real Mayor: la Capilla de Santa Ágata, con el retablo del Condestable de Jaume Huguet y el Salón del Tinell.
- La exposición permanente ubicada en la Casa Padellás con salas dedicadas al antiguo régimen municipal, a los gremios y cofradías barcelonesas, la industria de las indianas, la procesión del Corpus y la imaginería popular y festiva de la ciudad, la Barcelona del siglo XIX y la reforma urbana y la apertura de la Vía Layetana.
- Los diversos centros patrimoniales que vinculados al Museo ( Templo de Augusto, necrópolis de la plaza de la Villa de Madrid, etc.)

El año 1960 se inició la publicación de la revista Cuadernos de Arqueología e Historia de la Ciudad que reflejaba la actividad arqueológica e investigadora realizada por el Museo, esta última canalizada por el seminario de arqueología e historia de la ciudad. Dos años más tarde aparecía la revista “Miscellanea Barcinonensia” (1962-1978), autodefinida como revista de investigación y alta cultura, que formalmente era una publicación del Ayuntamiento de Barcelona pero que también se elaboraba en el Museo y que reflejaba con detalle la vida cultural oficial en aquellos tiempos.
Con la llegada de los ayuntamientos democráticos (1979), en medio de un debate muy amplio sobre la renovación de los museos de Barcelona y de todo Cataluña en la cual tuvo una participación muy activa el director del Museo de entonces, Frederic-Pau Verrié, se hacía evidente la necesidad de una puesta al día de las viejas instalaciones del Museo y su replanteamiento conceptual. A estos anhelos respondieron diversos proyectos y hechos como la incorporación del edificio del siglo XIX anexo a la Casa Padellàs (con entrada por la Baixada de la Llibreteria, destinado a servicios administrativos y una nueva adecuación museográfica de un sector del subsuelo arqueológico, culminada en 1998, la cual supuso, entre otras cosas, la recuperación de las bóvedas medievales bajo el Salón del Tinell. ESta renovación museográfica se apoyaba en el conocimiento generado por las últimas investigaciones sobre la Barcelona antigua y alto medieval, recogidas en el libro De Barcino a Barcinona (2001). En el año 2006 se abrió al público la exposición permanente dedicada a la Barcelona medieval, ubicada en la sala de las bóvedas bajo el Tinell.
A finales de la década de los 80 del siglo XX, el cierre de las obsoletas salas de exposición permanente de la Casa Padellás (1993) respondía, asimismo, a un propósito de renovación. Desde 1996, las mismas salas han acogido numerosas exposiciones temporales dedicadas principalmente a la revisión de aspectos de la historia de Barcelona, iniciadas con la exposición Barcelona en temps dels Àustries (1996) que mostraba una parte significativa de los fondos del museo de época moderna.
Se construyó un techo de hormigón, haciendo posible la visita bajo tierra de 4000 metros cuadrados, de la antigua ciudad romana, pudiéndose ver hacia la plaza del Rey la base de las construcciones del siglo I a. C., como los restos de un barrio de talleres con tintorería, instalación vinícola etc., y en un nivel superior, de los siglos VI y VII la necrópolis visigótica.
Debajo del Salón del Tinell se pueden ver expuestas las esculturas romanas que se han encontrado, como un torso de Diana, bustos de Antonino Pío y su esposa Faustina la Mayor y Agripina de mármol y el pequeño bronce de la Venus de Barcelona.
Siguiendo por las bóvedas románicas del subterráneo se une el recorrido con las excavaciones paleocristianas de la primitiva catedral con arranques de columnas de mármol blanco, el baptisterio y restos de una iglesia del siglo VI.
Antes de la reforma de 1992 en la Casa Padellás se conservaban en forma de exposición permanente objetos y documentos de los antiguos gremios medievales que exístian en la ciudad. Entre ellos el libro del "Comentari als Usatges de Barcelona de Jaume Marquilles del año 1440 e iluminado por Bernat Martorell. Pinturas de Francesc Soler Rovirosa y de Martí Alsina representando como era el Palacio Real Menor.
En el piso superior se encontraban objetos de la estancia en la ciudad de Carlos I de España, y de la vida catalana y de sus costumbres desde el siglo XVI hasta el siglo XIX. 
Actualmente la Casa Padellás también acoge exposiciones temporales de temática contemporánea.
Organizativamente, el museo pasó a depender del Instituto de Cultura de Barcelona ICUB, a raíz de la creación de este organismo municipal que agrupa todas las funciones municipales en materia de cultura (1996). 
Durante las últimas décadas se ha adoptado la denominación Museo de Historia de Barcelona, acrónimo MUHBA (a partir de 2007). El museo ha reforzado su interés por la Barcelona contemporánea y ha crecido en red con la puesta en marcha del Centro de Conservación y Restauración (que incluye el Archivo Arqueológico, 2006) y la renovación o incorporación de nuevos centros patrimoniales distribuidos por barrios y distritos de Barcelona, tales como: el Monasterio de Pedralbes (vinculado al MUHBA entre 1999 y 2012), la Casa del Guarda del Parque Güell (2002), el Refugio 307 (2003), Santa Caterina (2007), MUHBA El Call (2008), Domus de Sant Honorat (2010), Turó de la Rovira (2011), y Casa de las aguas (2011).

## Centros y espacios patrimoniales
- Conjunto monumental de la plaza del Rey. Sede principal del Museo. Acceso por la Casa Padellás, antiguo palacio de los siglos XV-XVI, buen ejemplo de arquitectura civil catalana. Visita al subsuelo arqueológico con los restos de parte de la ciudad romana y tardo antigua. La visita finaliza en el Palacio Real Mayor medieval, incluyendo el Salón del Tinell y la capilla de Santa Ágata (siglo XIV). plaza del Rey (Distrito Ciutat Vella)
- Templo de Augusto. Columnas y basamento del antiguo templo romano de Barcelona. Calle Paradís, 10 (Distrito Ciutat Vella)
- Vía sepulcral romana de la plaza de la Villa de Madrid. Necrópolis romana situada junto a una de las antiguas vías de acceso a la ciudad. plaza de la Villa de Madrid (Distrito Ciutat Vella)
- La Puerta de Mar y las Termas Portuarias. Tramo de 17 metros de la muralla romana de finales del siglo III y restos de unas termas del siglo I. También forma parte del conjunto la antigua capilla de San Cristóbal. Centro Cívico Pati llimona, calle Regomir, 7-9
- Domus romana de la calle Sant Honorat. Restos de una Domus romana que estuvo ubicada junto al Foro de la Ciudad y de unos grandes silos medievales. Calle de la Fruita (Distrito Ciutat Vella)
- Domus romana de la calle Avinyó
- MUHBA El Call. Situado en pleno "call" o judería medieval de Barcelona, donde tuvo su casa Jusef Bohhiac, tejedor. Explica la historia de la comunidad judía de Barcelona en relación con la historia de la ciudad y el esplendor de su legado cultural. Plaza Manuel Ribé (Distrito Ciutat Vella)
- Santa Caterina. Restos del antiguo convento dominico de santa Catalina junto al mercado renovado en el año 2005. Mercado de Santa Caterina, plaza de Joan Capri (Distrito Ciutat Vella)
- Villa Joana. Casa museo situada en el parque de Collserola, dedicada a la memoria del poeta catalán Jacinto Verdaguer, que pasó en ella sus últimos días. (Vallvidrera, Sarriá-San Gervasio
- MUHBA Parque Güell. Instalado en la casa del guarda, uno de los pabellones de entrada al recinto, permite conocer la relación entre Antoni Gaudí, su mecenas Eusebi Guell y el desarrollo urbano de Barcelona hacia 1900. Calle Olot (Distrito Horta-Guinardó)
- Turó de la Rovira. Vista panorámica sobre la ciudad. Restos de las baterías antiaéreas que se emplazaron allí durante la guerra civil española y de las barracas que ocuparon el mismo espacio con posterioridad. Calle Marià Labèrnia (Distrito Horta-Guinardó)
- Refugio 307. Refugio antiaéreo de la guerra civil española situado en la falda de la montaña de Montjuic. Calle Nou de la Rambla (Distrito Sants-Montjuic)[15]
- Casa de las Aguas. Antigua estación de bombeo construida en 1915-1917, clave para explicar el suministro de agua a Barcelona. Parque de las Aguas de Trinitat Vella, crta. de Ribes (distrito de Nou Barris)
- MUHBA Oliva Artés
- Fábrica Fabra i Coats. Calle Sant Adrià, 20
- Galería de Catalanes Ilustres en el Palacio Requesens, sede de la Real Academia de Buenas Letras de Barcelona.[16] Colección de 47 retratos de personalidades catalanas. Calle Obispo Caçador 3.
- Centro de Colecciones del MUHBA. Zona Franca (Distrito Sants-Montjuic)
- Centro de Investigación y Debate. Plaza del Rey (Distrito Ciutat Vella)

## Actividades
Más allá de las exposiciones permanentes y temporales que mantiene las puertas abiertas al público, y de la conservación, investigación y difusión de su patrimonio mueble e inmueble, el MUHBA despliega sus actividades mediante otros formatos.
El Centro de Investigación y Debate (CRED) mantiene una programación regular de diálogos de historia urbana y organiza coloquios, jornadas, conferencias, etc. sobre aspectos de la historia de la ciudad. Así mismo, se organizan itinerarios, visitas y actividades sobre el terreno y se ofrecen a las escuelas un amplio abanico de actividades para diversos niveles educativos.
A nivel de enseñanza superior, el MUHBA colabora con diversos másteres y posgrados de las universidades de Barcelona.
La investigación sobre nuevos patrimonios se extiende con actividades relacionadas con el ámbito musical, alimentario, patrimonio oral y el patrimonio literario.
Las publicaciones del MUHBA incluyen diversas colecciones de libros, guías de historia urbana en formato bolsillo y publicaciones periódicas como la revista Quarhis y Cuadernos de Arqueología e Historia de la Ciudad de Barcelona (desde 2005), continuadora de los antiguos "Cuadernos de Arqueología e Historia de la Ciudad" (1960-1980).
El MUHBA cuenta con una biblioteca especializada en historia de Barcelona y lidera una red europea de museos de ciudad que celebra regularmente reuniones de trabajo (desde 2010)
La Asociación de Amigos y Amigas del MUHBA da apoyo en muchas de sus actividades.

## Colecciones
El Museo conserva una importante cantidad de objetos vinculados a la vida municipal, a las fiestas, a los desfiles, a las tradiciones de la ciudad de Barcelona, sus gremios, sus manufacturas, etc. Otra parte muy importante de las colecciones del MUHBA está formada por materiales procedentes de intervenciones arqueológicas, testimonios de la vida material de la ciudad, de sus orígenes.
Algunas piezas y series destacadas de las colecciones del Museo de Historia de Barcelona son:
- Relive de piedra de Montjuic con representación de una ménade (siglo I)[20]
- Busto femenino de mármol, atribuido a Agripina Menor (siglo I)[21]
- Llanta de una rueda de carro de época ibérica procedente de los silos del puerto de Montjuic (siglos IV-III aC)[22]
- Fragmento de un miliario de la Vía Augusta encontrado en Hostafrancs (siglo III)[23]
- Placa epigráfica de mármol con el nombre completo de la antigua colonia romana de Barcino (110-130)[24]
- Busto masculino de mármol peinado según el modelo de Antonino Pio (siglos II-III)[25]
- Vaso corintio de cerámica decorado con una escena de batalla (siglos II-III)[26]
- Tablero de juego de "cinco en ralla" grabado en una losa de piedra(siglos I-V)[27]
- Jinete. Fragmento de una pintura mural de una domus de Barcino de que debía representar una escena de caza (siglo IV)[28]
- Lápida sepulcral de mosaico con la representación de un Crismón, encontrada en las excavaciones de la plaza Antonio Maura (siglo V)[29]
- Anillo- sello de bronce en forma de caballo (siglo V)[30]
- Lápida conmemorativa de la fundación pía de Samuel ha-Sardí (siglo XIII)[31]
- Pinturas murales góticas que representan la Conquista de Mallorca, descubiertas en 1944 y presentadas en el Salón del Tinell. Formabam parte de la decoración del Palacio Real Mayor (hacia 1300)[32]
- Pinturas murales que representan un desfile de caballeros, procedentes de una casa de la Calle Basea (finales siglo XIII-comienzos siglo XIV)[33]
- Mortero de bronce obra de Bernat Vidal hecho por encargo del consejero Antoni Llonch (1464)[34]
- San Sebastián, San Cristóbal, San Jordi, San Benet (o San Macario) tablas que componen la predela del Retablo del Conestable de Jaume Huguet (1465)
- Maquinaria del Reloj de los flamencos o gran Reloj de Barcelona, encargado por el Consell de Cent a los relojeros flamencos Simón Nicolás y Clemente Ossen (1576)
- Parte central de la antigua Bandera de Santa Eulalia de Barcelona símbolo mayor de la ciudad (finales de siglo XVI-comienzos siglo XVII)
- Figura ecuestre de San Julián, patrón del gremio de los mercaderes y tenderos. Talla de madera policromada (siglo XVII)[35]
- Busto relicario de San Abdó i San Senen, patrones del gremio de hortelanos. Escultura de madera policromada (siglos XVIII)
- Relicario de San Fabián y San Sebastián de la capilla de la Casa de la Ciudad de Barcelona, obra de Felip Ros (1611)[36]
- Ángel que coronaba el obelisco de la plaza del Blat o del Ángel, obra de Felip Ros (1611)
- Cabeza de la imagen de Santa Eulália que coronaba el obelisco de la plaza del Pedró, obra de Lluís Bonifaç (1686)[37]
- Braseros del Saló de Cent de la Casa de la Ciudad de Barcelona, obra de Pere Cerdanya (1675)[38]
- Apoteosis heráldica de Barcelona. El escudo de Barcelona unido a la seña real y rodeado de los escudos de los diversos territorios de la Corona de Aragón (1681)
- Retrato de Miquel Grimosacs, consejero jefe de Barcelona el año 1689[39]
- Antiguos pesos y medidas oficiales de la ciudad de Barcelona[40]
- Colección de baldosas de los oficios
- El Born y el Bornet, pinturas anónimas de hacia 1775
- Retrato de Santiago Miguel de Guzmán Dávalos Spinola, Marqués de la Mina, obra de Manuel Tramulles (1760-1766)[41]
- Busto de Pedro Virgili llevando los planos del Colegio de Cirugía de Barcelona, atributo a Ramón Amadeu (hacia 1775-1800)
- Bandera o estandarte del gremio de los cerrajeros y herreros, bordada por Anton Costa, (1782)
- Autorretrato del pintor Joseph Flaugier (hacia 1810)[42]
- Escudo de Barcelona (anverso) y escudo del Marqués de Campo Sagrado (reverso). Pieza escultórica que coronaba la antigua fuente de la plaza de Sant Pere (hacia 1826)
- La Patuleia, pintura de Antonio Ferrán y Satayol (también atribuida a José Arrau) que representa el motín popular de 1835 (1835-1845)
- Candelabro de trece brazos fundido con el metal de las bombas que cayeron en el Palacio de la Virreina durante el bombardeo de Espartero. Diseño de Josep Devesa. Fundido por Valentín Esparó Giralt, por encargo de Josep Carreras (1843)
- Pareja de secreteros decorados con marqueterías alusivas a la Guerra del Francés y la guerra de África, obra de Josep Antoni Cabanyeres (1866)
- El Pla de la Boqueria, pintura de Achille Battistuzzi (hacia 1870)
- Bomba tipo Orsini (hacia 1893)
- Representación de la procesión del Corpus hecha con 127 figuras de plomo, obra de Josep Lleonart (hacia 1898)
- Colección de muestras de pavimento hidráulico procedentes de casas derrocadas del Ravald e Barcelona
- Colección de material didáctico y escolar procedente de las escuelas del Ayuntamiento de Barcelona
- Letrero de la parada 435-436 del Mercado de San Antonio diseñada por Eduard Maria Balcells Buigas. Obra galardonada con el premio extraordinario al concurso de edificios y establecimientos comerciales del año 1909 convocado por el Ayuntamiento de Barcelona.
- Placa conmemorativa del premio otorgado por la Sociedad Económica Barcelonesa de Amigos del País a la fábrica de hilaturas Fabra y Coats (1915) Obra del escultor Josep Llimona, fundida por R. Staccioli.
- "España Victoriosa" o la "Victoria" de Frederic Marès que el régimen franquista colocó en un obelisco del Paseo de Gracia / Diagonal (1941)
- Colección de maquetas de las obras promocionadas por HOLSA (Holding Olimpic SA) con motivo de los Juegos Olímpicos de Barcelona de 1992

Aparte de la colección de historia de Barcelona, el Archivo Arqueológico del MUHBA es el depósito de todo el material procedente de las intervenciones arqueológicas que se realizan en Barcelona. Así mismo, el MUHBA gestiona la colección de la Galería de Catalanes Ilustres, las colecciones verdaguerianas de Villa Joana y las piezas cedidas por la Asociación de Amigos de la Fabra y Coats relacionadas con la historia de esta fábrica del barrio de San Andrés de Palomar.

## MUHBA digital
Espacios de contenido digital:
- La Carta Histórica de Barcelona es un documento que narra la historia de la ciudad durante 22 siglos, a través de 26 cartografías que explican algunos de los momentos más importantes de la historia[43]
- Colecciones en linea: Prehistoria, Protohistoria, Barcelona Romana, Barcelona en la antigüedad tardía, Barcelona Medieval, Barcelona Moderna, Barcelona Contemporánea
- Videos: Seminarios y exposiciones temporales al Canal YouTube del Muhba[44]
- Tours virtuals
- Guias interactivas en formato virtual
- Guias de historia urbana digitales

## Directores
Directores del Museo de Historia de Barcelona desde su creación:
- Agustín Durán Sanpere (1943-1957)
- Frederic Udina i Martorell (1957-1970)
- Frederic-Pau Verrié (1970-1972)
- Frederic Udina i Martorell (1972-1973)
- Josep Maria Garrut (1973-1980)
- Frederic-Pau Verrié (1980-1985)
- Anna Maria Adroer i Tasis (1985-1987)
- Joan-Ferran Cabestany i Fort (1987-1989)
- Josep-Oriol Granados i García (1989-1993)
- Antoni Nicolau i Martí (1993-2007)
- Joan Roca i Albert (desde 2007)

## Galería de imágenes

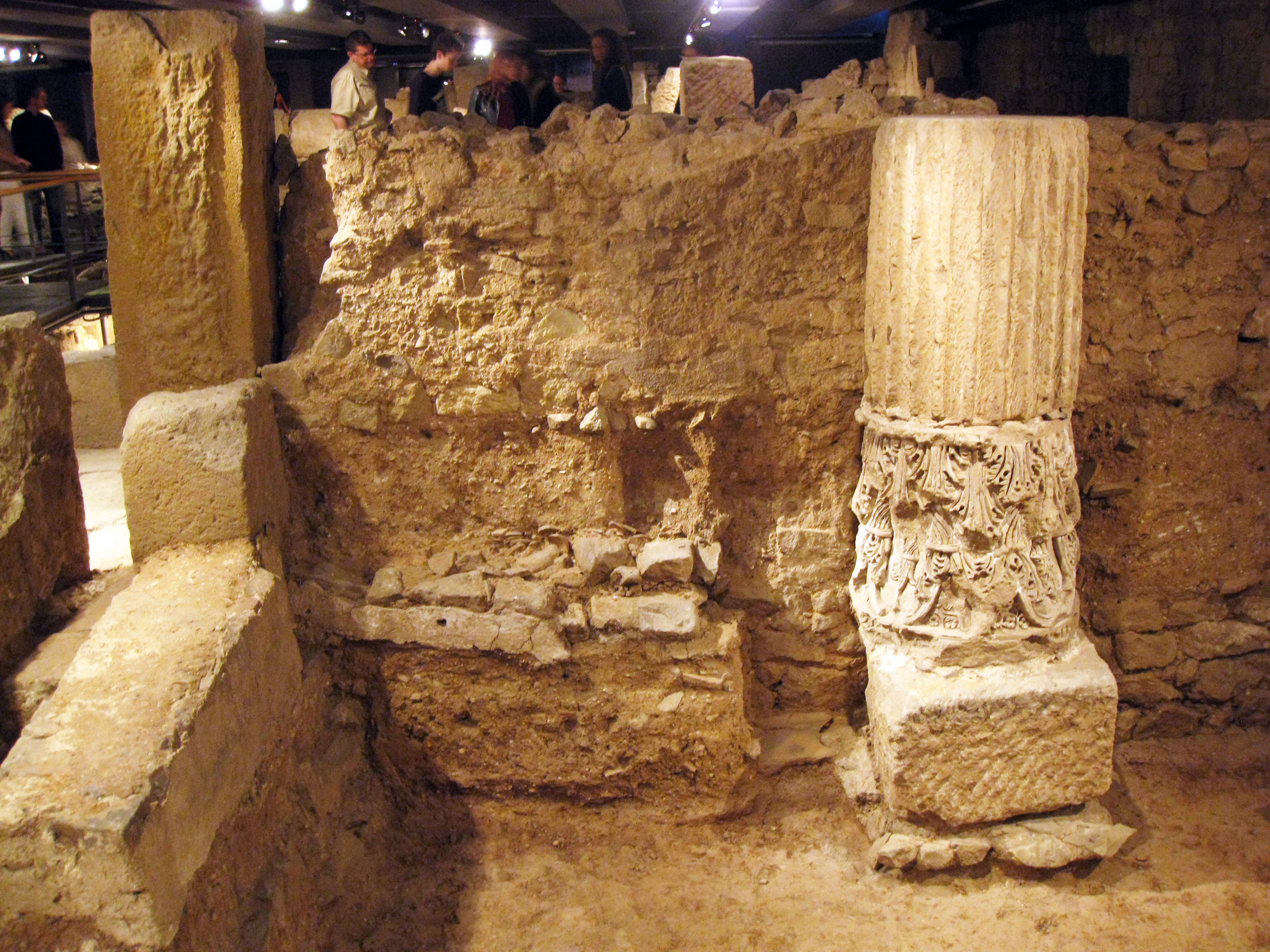
Subsuelo arqueológico del conjunto monumental de la plaza del Rey
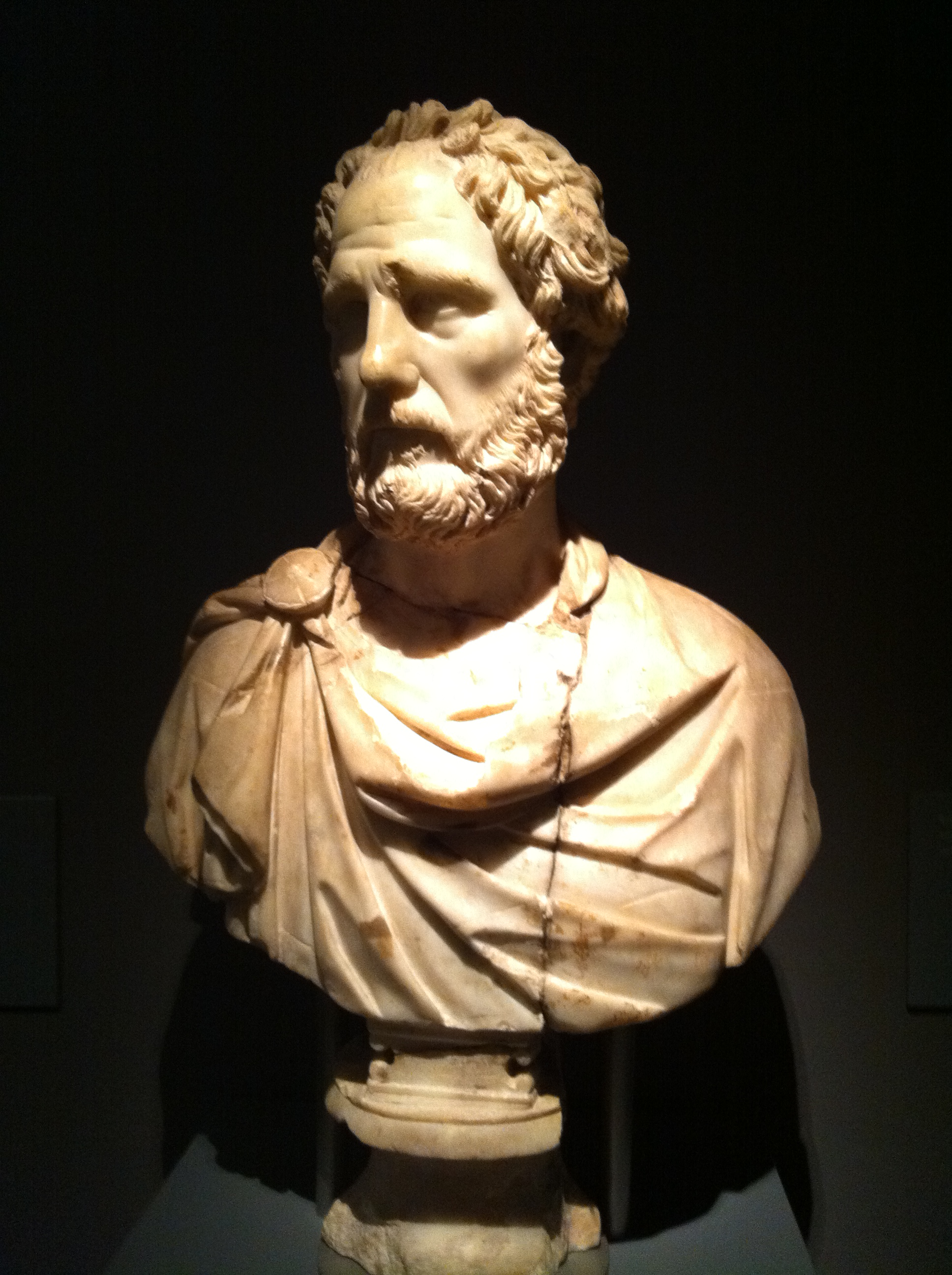
Busto masculino de mármol peinado según el modelo de Antonino Pío (siglo II)
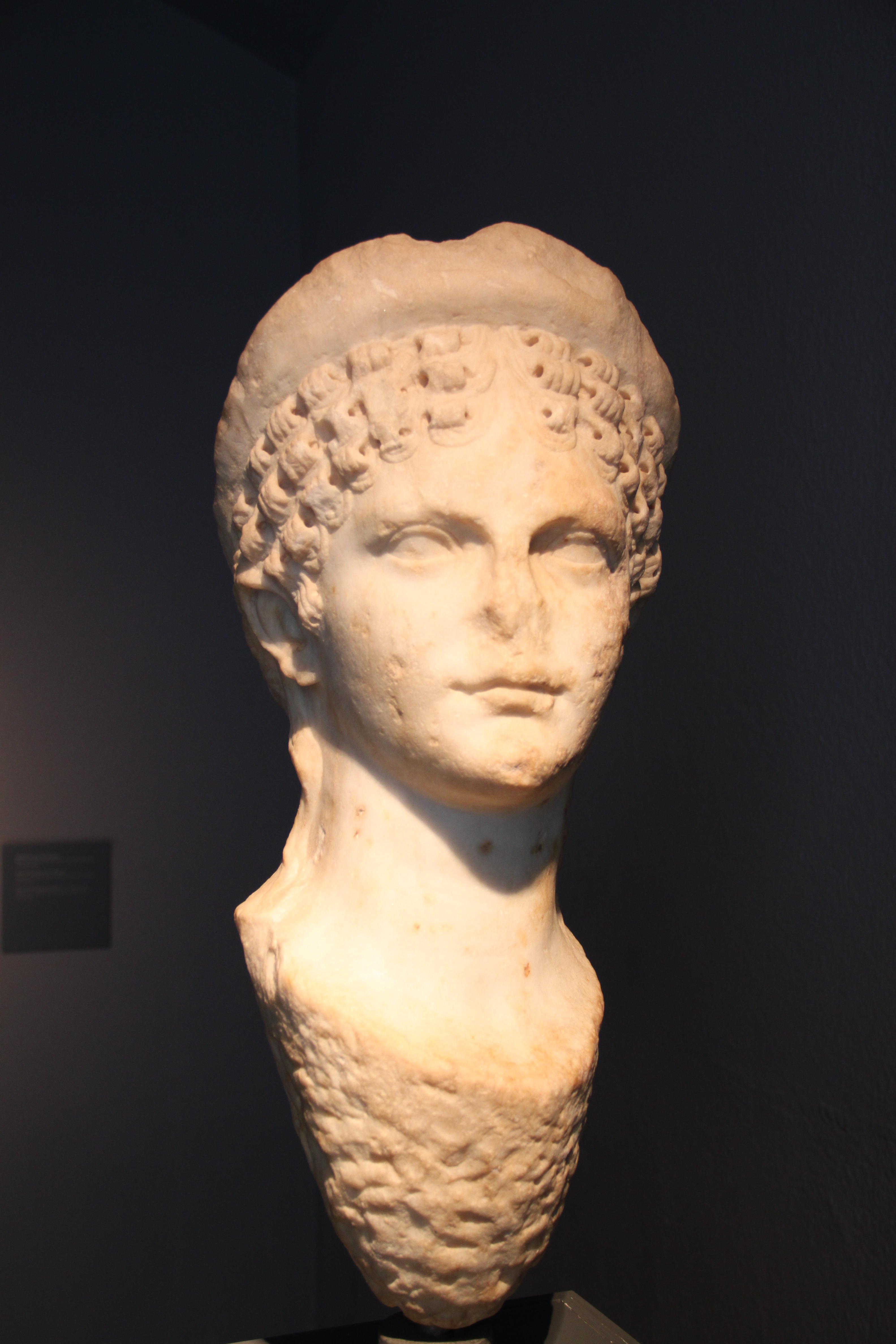
Busto femenino de mármol atribuido a Agripina Menor (siglo I)
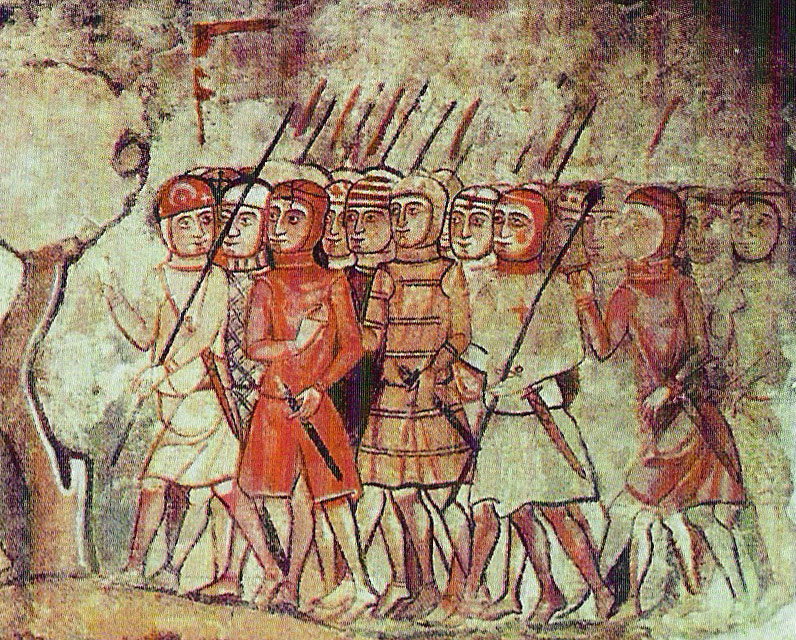
Pinturas murales góticas que representan la conquista de Mallorca (salón del Tinell)
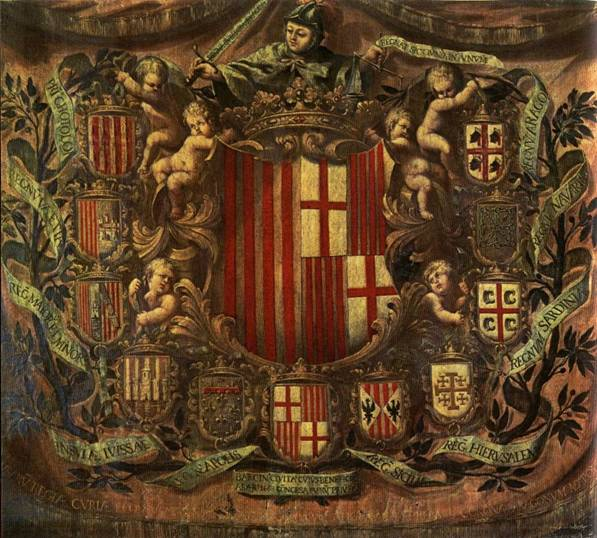
Composición heráldica con los escudos de los estados que formaron parte de la Corona de Aragón presididos por el de Barcelona (finales del siglo XVII)
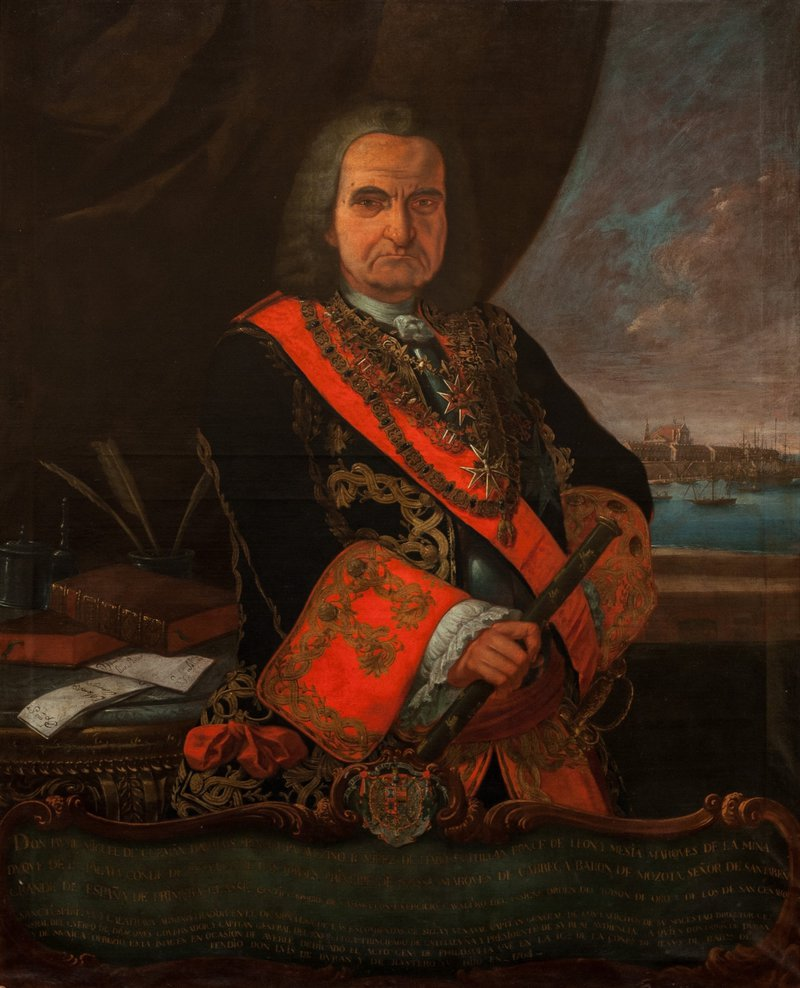
Retrato de Santiago Miguel de Guzmán Dávalos Spinola, Marquès de la Mina, obra de Manuel Tramulles (1760-1766)
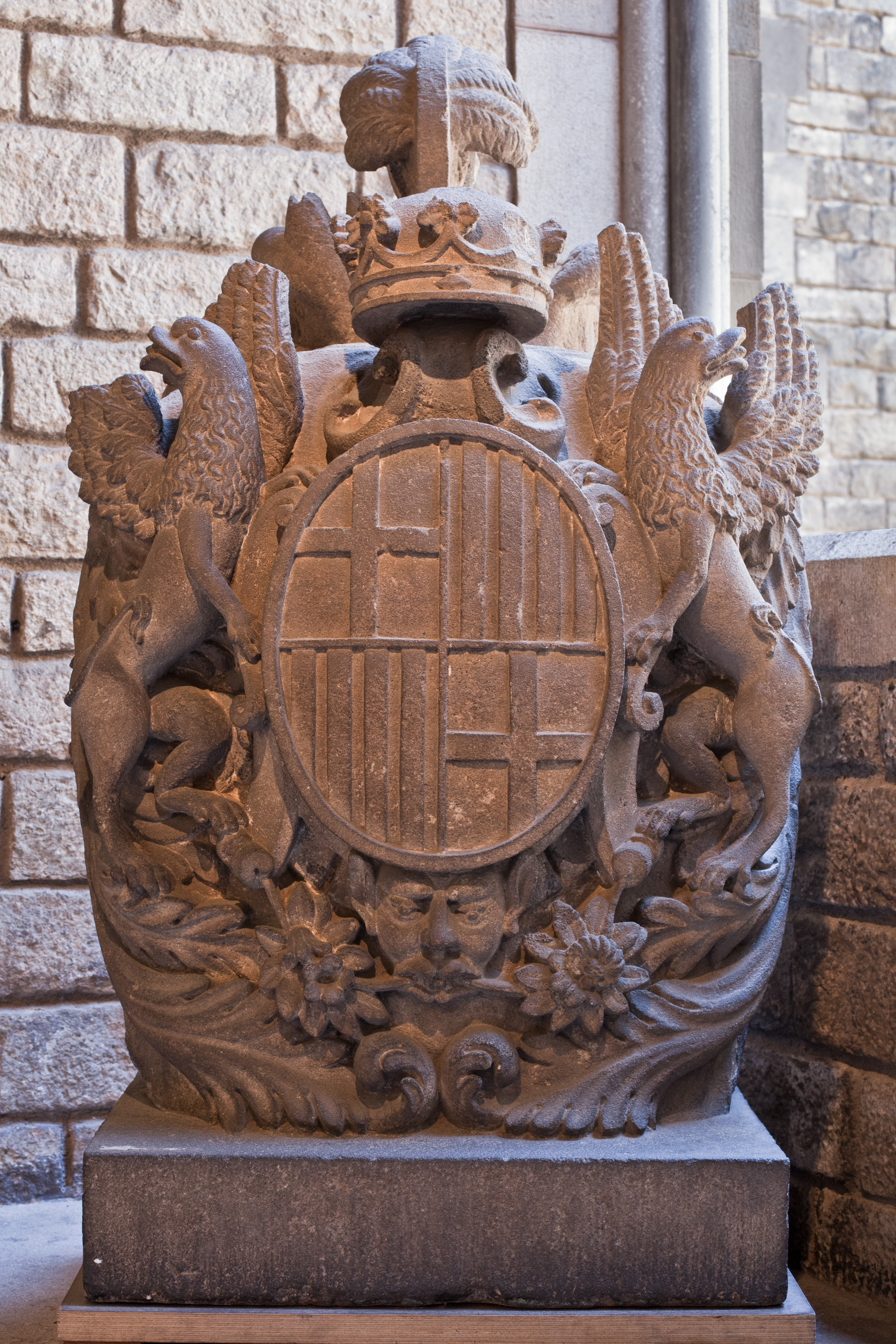
Escudo de Barcelona. Anverso del remate escultórico de la antigua fuente de la plaza de san Pedro (hacia 1826)